# Бибик, Валентин Саввич
Валентин Саввич Бибик (укр. Бібік Валентин Савич; 19 июля 1940, Харьков — 7 июля 2003, Тель-Авив) — советский и украинский композитор и педагог. Заслуженный деятель искусств Украинской ССР. Профессор.

## Биография
Закончил Харьковский институт искусств им. И. П. Котляревского (1966) по классу композиции Дмитрия Клебанова.
С 1966 года ассистент, с 1971 — старший преподаватель, в 1990—1994 — профессор, заведующий кафедрой композиции и инструментовки Харьковского института искусств им. И. П. Котляревского.
С 1968 года — член Союза композиторов СССР. В 1989—1994 годах — председатель Правления Харьковской областной организации Союза композиторов Украины.
В 1994 году переезжает в Санкт-Петербург, где является профессором, заведующим кафедрой музыкального искусства в Санкт-Петербургском гуманитарном университете профсоюзов и в Санкт-Петербургской академии искусств. В 1998 году уехал в Израиль, преподавал композицию в Академии музыки Тель-Авивского университета.
Среди учеников: Леонид Десятников, Виктор Мужчиль, Александр Гугель.
Музыка Валентина Бибика исполняется во многих странах мира, его сочинения звучат на многих международных музыкальных фестивалях Украины, России, европейских стран, Канады, США, Израиля.
Валентин Бибик — лауреат международного конкурса композиторов, лауреат премии ACUM, «Композитор года» (Израиль, 2001).
Скончался 7 июля 2003 года в Тель-Авиве.

## Сочинения
| 1. Симфония № 1 1966 op.1 (Orchestra: Fl. picc., 2 Fl, 2 Ob., ingl.cor., 2 Cl in B, Cl.Basso, 2 Fg., C-Fg.; 4 Corni in F, Trombe, Tromboni, Tuba ; Timpani, Piatti, Gr.Cassa, Tr-lo, Tambur., Silafono; arpa; violini I, violini II, viole, v-celli, c-b) 2. 24 прелюдии и фуги для фортепиано 1968 op.2 3. «Песни отчего дома» вокальный цикл для баса и фортепиано на стихи Вл. Луговского и Е.Стюарт 1968 op.3 4. Концерт № 1 для фортепиано и симфонического оркестра 1968 op.4 5. Симфония # 2 1969 op.5 (Orchestra: Fl. picc., 2 Fl, 2 Ob., ingl.cor., 2 Cl in B, Cl.Basso, 2 Fg., C-Fg.; Corni, Trombe, Tromboni, Tuba ; Timpani, Piatti; arpa; violini I, violini II, viole, v-celli, c-b) 6. Симфония # 3 1970 op.6(Orchestra: Fl. picc.=III Gr.Fl, 2 Gr. Fl (II Gr. Fl. = Fl c-a), 2 Ob., C. ing., Cl.picc (Es), 2 Cl in B, Cl.Basso, 2 Fg., C-Fg.; SaxoFone (tenore B), SaxoFone (baritone Es); 4 Corni in F, 4 Trombe in B, 3 Tromboni, Tuba ; 3 Timpani (H.C.E.), Triangolo, Piatto I, Piatto II, Gr.Cassa, T-Tam (medio), T-Tam (grande); SiloFono, Campane, Gr.Campane; Celesta, Arpa, Piano, Organo; jazz Batteria; Canto (mezzo-soprano; Coro: Soprani, Alti, Tenori, Bassi; violini I (16), violini II (14), viole (12), v-celli (12), c-bassi (10)) 7. 2 прелюдии и фуги для фортепиано 1970 op.7 8. «Триптих» для хора a’capella (слова народные) 1970 op.8 9. «Скерцо» для фортепиано, скрипки и виолончели 1971 op.9 10. Соната # 1 для фортепиано 1971 op.10 11. Трио для флейты, кларнета и валторны 1971 op.11 12. Oпера «Бег» (первая редакция) 1972 op.12 13. «Дума про Довбуша» кантата для хора и инструментального ансамбля (слова народные) 1972 op.13 14. Трио № 1 для фортепиано, скрипки и виолончели 1972 op.14 15. «Акварели» вокальный цикл для сопрано и фортепиано на стихи A. Волощака 1973 op.15 16. 34 прелюдии и фуги для фортепиано 1973—1978 op.16 (a, b, c) 17. «Детские пьесы» для виолончели и фортепиано 1974 op.17 18. «Вальс» для фортепиано 1974 op.18 duration:~5' 19. Пять хоров для хора a’capella по роману Ю.Бондарева «Горячий снег» 1975 op.19 20. «Семь миниатюр» для струнного оркестра 1975 op.20 duration:~14' 21. «Хоровые картинки» для хора a’capella на стихи О.Вишни и С.Васильченко 1975 op.21 22. Соната # 2 для фортепиано 1975 op.22 23. «Два интермеццо» для баса, флейты и фортепиано на стихи Г.Гдаля 1975 op.23 24. . Соната № 1 для скрипки и фортепиано 1975 op.24 25. Концерт № 2 для фортепиано и симфонического оркестра 1975 op.25 (Orchestra: Fl.picc= (muta in Gr. Fl. III), 2 Gr.Fl., 2 Oboe, 2 clarinetti in B , 2 fagotti, C-Fg; 2 Corni in F, 2 Trombe in B; Timpano, Triangolo, Tamb.picc., Blocco di legno, Temple blocks, Piatti, Gr.Cassa, Tam-Tam, Vibrafono, Campane, silofono; бумага; arpa; violini I , violini II , viole, v-celli, c-bassi) 26. «Маленький концерт» для фортепиано, скрипки и виолончели 1976 op.26 duration:~16' 27. Прелюдии и фуги для фортепиано 1976 op.27 28. Соната # 3 для фортепиано 1976 op.28 29. Симфония # 4 для камерного оркестра 1976 op.29 (Orchestra: Flauto, Corno in F; 3 Piatti sosp., Tamburo piccolo, 3 Tom-toms, Tam-Tam; arpa, piano (2 esecutori), organo (bajan); 8 violini, 4 viole , 3 v-celli, c-basso) 30. Концерт № 1 для скрипки и симфонического оркестра 1977 op.30 (Orchestra: Fl.picc= (Gr. Fl. III), 2 Gr.Fl., 2 Oboe, 2 clarinetti in B , 2 fagotti, C-Fg; 4 Corni in F, 3 Trombe in B, Tuba; 4 esecutori: 3 Timpani, 2 Piatti, 3 Crotali, 3 Triangolo, Sonagli, Gr.Cassa, Tam-Tam, Campane, Campanelli, celesta; piano, electro-organ; violini I (12), violini II (10), viole (6), V-celli (6), c-bassi (5)) 31. Соната для альта Solo 1977 op. 31 32. Концерт № 1 для флейты и камерного оркестра 1978 op.32 (Orchestra: Gr.Fl. Solo; 1 esecutore: 4 Triangolo, vibrafono; piano; violini (8), viole (4), celli (3), c-basso (1)) 33. «Музыка для детей» цикл пьес для фортепиано 1983 op.33 duration:~14' 34. Симфония # 5 1978 op.34 (Orchestra: Fl.picc= III Gr. Fl., 2 Gr.Fl (II Gr. Fl. — Fl c-a), 2 Oboe, C.ing., 2 Cl. in B , 2 Fg., C-Fg; 6 Corni in F, 3 Tr-be in B; 4 Tr-bone, Tuba; Timpani, Crotali (3), Triangolo, Piatti sosp., 3 Tom-toms, Gr.Cassa, Tam-Tam, Silofono, Campane t., Campane n., Vibrafono, Celesta; arpa, piano; organ (bayan); violini I (16), violini II (14), viole (10) , V-celli (10), C-bassi (8)) 35. «Триптих» для альта Solo, струнных и фортепиано 1978 op.35 (piano+triangolo; violini I- 5 soli, violini II- 5 soli, viole- 3 soli, v-celli- 3 soli, c-basso-1 solo) 36. «Контрасты» для двух фортепиано 1978 op.36 37. «Meditation» вариации для фортепиано, клавесина и камерного оркестра 1979 op.37 (Orchestra: Flauto ;Triangolo, Cow-bells, 2 Piatti (soprano, alto), Gr.Cassa, Tam-Tam, Campana (natur.); Piano solo, Clavesin; violini — 8 soli, viole- 3 soli, violoncelli- 3 soli, contrabasso- 1 solo) 38. Симфония # 6 «Думи моi, думи…» на стихи Т.Шевченко 1979 op.38 (Orchestra: Fl.piccolo (=Fl.III), 2 Flauti (II=Fl c.-a., I Gr.Fl.=Sopilka), 2 oboi, C.inglese, 2 Clarinetti in B, Cl.basso in B (= Cl. III), 2 fagotti, C.-Fg; 4 Corni in F, 3 Trombe in B, 3 Tromboni, Tuba; Timpani, 3 Crotali, 2 Piatti sosp., Triangolo, Gr.Cassa, lastra, Gong, Tam-Tam, celesta, Campanelli, campane t., campane russo (n), vibrafono; piano, arpa, organ; Soprano Solo, Basso Solo; violini I , violini II , viole, v-celli, c-bassi) 39. «Печальная кантата» для сопрано, фортепиано, арфы и ударных инструментов на стихи Т.Шевченко 1980 op.39 duration:~8' 40. Концерт № 2 для скрипки и камерного оркестра 1980 op.40 (Orchestra: Fl., Ob (=C.ing.), Cl. in B (= Cl.basso in B), Fg.; 4 Corni in F, 2 Trombe in B; Timpani, 2 Crotali, 3 Bobichki, 2 Triangoli, 2 Piatti, maracas, tamburino, Gr.Cassa, Tam-Tam, Campanelli, Vibrafono, Campane (rulante); organo (or electro-organ or bayan); piano, arpa; violini −8 soli, viole- 3 soli, v-celli- 3 soli, c-basso- 1 solo) 41. Соната # 4 для фортепиано 1981 op.41 duration:~13' 42. «Хай буде тихо скрізь» хоровой цикл на стихи Г.Гдаля 1981 op.42 43. «Ода братству» фуга для хора и органа на стихи И.Драча 1981 op.43 44. «Вечерняя музыка» для тенора, ударных и магнитофона 1981 op.44 45. Oпера «Бег» 1981 op.12/45 (вторая редакция) 46. Соната № 5 для фортепиано 1982 op.46 duration:~7' 47. Соната № 6 для фортепиано 1982 op.47 duration: ~15' (вторая редакция (переложение) -соната для баяна Solo) 48. Партита на тему DEsCH для фортепиано, скрипки и виолончели 1982 op.48 49. Соната № 5 для фортепиано 1982 op.49 duration: ~17' 50. Симфония № 7 1982 op.50 duration:~28' (Orchestra: Trimpani, Triangolo, Organo; 11 violini, 4 viole, 3 violoncelli, 2 contrabassi) 51. Концерт № 2 для флейты и камерного оркестра 1983 op.51 (Orchestra: 2 Triangolo, Tom-tom, Gr.Cassa, Tam-Tam, Campana (natur.); piano; violini −7 soli, viole- 2 soli, v-celli- 2 soli, c-basso- 1 solo) 52. «Детские воспоминания» Концерт для фортепиано и камерного оркестра 1984 op.52 (Orchestra: Tromba in B; 1 esecutore: Triangolo, Tamburo picc., Tam-Tam, Campanelli; Piano solo; violini I , violini II , viole, v-celli, c-bassi) 53. Концерт № 1 для альта и камерного оркестра 1984 op.53 (Orchestra: Triangolo, Piatto sospeso, cassa, Tam-tam; campanelli, vibrafono; piano; violini 7 soli, viole 2 soli, violoncelli 2 soli, contrabasso) 54. Прелюдия, фуга и ария на тему BACH для двух фортепиано 1985 op.54 duration: ~14' 55. «Memoria» для ансамбля виолончелей 1985 op.55 56. Концерт № 3 для скрипки и симфонического оркестра 1985 op.56 (Orchestra: 2 clarinetti (B, A), 2 fagotti, C-fagotto; 4 Corni (F); 3 esecutori: Timpani, Triangolo, Piatto sosp., Gr.Cassa, Tam-Tam, Vibrafono, Campane t., arpa, piano; violini I, violini II, viole, violoncelli, contrabassi) 57. Шесть интермеццо для фортепиано 1985 op.57 58. «Детские песни» кантата для сопрано Solo, детского хора и симфонического оркестра на стихи детей 1985 op.58 (Orchestra: 2 Fl., 2 Ob., 4 Corni in F; Timp., Triang., Piatto sosp.; arpa, piano; violini I , violini II , viole, v-celli, c-bassi) 59. «Посвящение» для струнного оркестра 1985 op.59 60. «Заветнейшее» вокальный цикл для сопрано и фортепиано на стихи А.Ахматовой 1986 op.60 duration: 17' 61. Концерт-Симфония для скрипки, альта и камерного оркестра 1986 op.61 (Orchestra: Oboe Solo, 2 esecutori: Triangolo, Piatto sosp., 3 Tom-toms, Gr.Cassa, Tam-tam; campanelli, campan t.; piano; violini- 6 soli, viole- 2 soli, celli-2 soli, c-basso- 1 solo)* variant of archi- for a Great Hall 62. Симфония № 8 1986 op.62 (Orchestra: Fl.piccolo (=III Gr.Fl), 2 Gr.Fl, 2 oboi, C.inglese, 2 Clarinetti, Cl.basso in B, 2 fagotti, C.-Fg; 4 Corni in F, 3 Trombe in B, 4 Trombone, Tuba; Timpani, Piatto sosp., triangolo, 3 Tom-toms, Gr.Cassa, Tam-Tam; celesta (piano), Campanelli, campane t., vibrafono; piano, 2 arpa; sintezator; violini I , violini II , viole , V-celli, c-bassi) 63. Концерт № 1 для виолончели и камерного оркестра 1986 op.63 (Orchestra: Clarinetto (muta in Cl.basso) in B; 1 esecutore: Triangolo, Piatto sosp., Gr.Cassa, Tam-Tam, Vibrafono; violini I, violini II, viole, violoncelli, contrabassi) 64. «Тревожные песни» вокальный цикл для двух альтов и меццо-сопрано на стихи А.Блока 1986 op.64 duration: ~31' 65. Балет «Гуттаперчевый мальчик» (повесть о несчастном мальчике) 1986 op.65 по мотивам одноимённой повести Д. В. Григоровича 66. «Ноктюрны» вокальный цикл для тенора и фортепиано на стихи А.Фета 1987 op.66 duration: 20-25' 67. «Прощание» Поэма-Симфония для хора и камерного оркестра на стихи A.Пушкина 1987 op.67 (Orchestra: 1 Fl. gr. (=Fl.picc.= Fl. c-a in C), 1 ob. (= C.inglese) , 1 Corno in F; 1 esecutore:Triangolo, Piatti sosp. (Piatti) , Cow-bell, Blocco di legno, 3 Tom-toms, Gr.Cassa, Tam-Tam, flessatone, vibrafono, campane tub.; piano; Coro (S. A. T. B.); viole — 4 pulti, v-cello- 3 pulti, c-basso- 1 pult) 68. Концерт для органа и камерного оркестра 1988 op.68 69. «Andante» для скрипки и органа 1988 op.69 70. Соната № 8 для фортепиано 1988 op.70 duration: ~18' 71. Соната № 1 для скрипки и фортепиано (вторая редакция) 1988 op.24/71 duration:~22' 72. Соната № 1 для альта и фортепиано 1988 op.72 duration:~20' 73. «Эхо» камерная кантата для сопрано, органа и ударных инструментов на стихи А.Блока 1988 op.73 duration: ~12' 74. Симфония-Концерт для кларнета и камерного оркестра (для кларнета Solo, валторны, фортепиано, ударных и струнного оркестра) 1989 op.74 (Orchestra: corno solo in F; Triangolo, Piatto s., 3 tom-toms, Gr.Cassa, Tam-Tam, Vibrafono, Campane t.; piano; Clarinetto in B solo; violini I −3 pulti, violini II −2 pulti, viole- 2 pulti, violoncelli- 2 pulti, contrabasso- 1 pult) 75. Симфония № 9 «Pastorale» 1989 op.75 (Orchestra: Fl.piccolo (=III Gr.Fl), 2 Gr.Fl (1 Gr.Fl=Fl. c-a in F), 2 oboi, C.inglese (=III Ob), 2 Clarinetti in B, Cl.basso in B, 2 fagotti, C.-Fg; 4 Corni in F, 3 Trombe in B, 3 Trombone, Tuba; Timpani, triangolo, Piatto sosp., Gr.Cassa, Tam-Tam, Campanelli, vibrafono, marimbofono, campane t., arpa, piano; violini I , violini II , viole, v-celli, c-bassi) 76. Трио № 2 для фортепиано, скрипки и виолончели 1989 op.76 77. «Элегическая музыка» для альта и фортепиано Solo и симфонического оркестра 1990 op.77 (Orchestra: 2 Gr.Flauti (Fl.I =Fl.c-a in F), 2 clarinetti in B, Cl.basso in B, 2 fagotti; Corno in F; 2 esecutori: Triangolo, Piatto sosp., Gr.Cassa, Tam-Tam, Campanelli,Vibrafono, Campane tub.; violini I , violini II , viole, v-celli, c-bassi) 78. Камерная Симфония для камерного оркестра 1990 op.78 (Orchestra: Flauta (=fl. picc.= Fl. c-a in G), Oboe, Clarinetto in B = (Cl.Basso in B), Fagotto; Corno in F, Tromba in B, Trombone; 2 esecutori: Timpani, Triangolo, Tamburino, Piatto s., 3 Tom-toms, Tam-Tam, Celesta, Campanelli, Vibrafono, Campane t.; arpa, piano; violino, viola, 2 violoncelli, C-basso) 79. Соната № 9 для фортепиано 1990 op.79 duration:~ 20' 80. Соната № 1 для виолончели и фортепиано 1990 op.80 81. Квартет № 1 для двух скрипок, альта и виолончели 1990 op.81 82. «Час души вечерней…» для двух фортепиано и ударных инструментов 1990 op.82 83. Симфония для меццо-сопрано и симфонического оркестра на стихи M.Цветаевой 1990 op.83 (Orchestra: Fl.picc= Gr. Fl. III, 2 Gr.Fl. (2 Gr.Fl.= Fl. c-a in F), 2 Oboi, C.inglese in F, 2 clarinetti in B , Cl.basso in B (=III Cl in B), 2 fagotti, C-Fg; 4 Corni in F, 3 Trombe in B, 3 Tromboni, Tuba; Timpani, Triangolo, Wood-block, Temple blocks, Claves, 3 Tom-toms , Piatto sosp., Gr.Cassa, Tam-Tam, flexaton, Campanelli, vibrafono, campane t., campane n.; chitarra bassa; arpa, piano; mezzo-soprano Solo; violini I (8 pulti), violini II (7 pulti), viole (5 pulti), v-celli (5 pulti), c-bassi (4 pulti)) 84. Концерт для органа Solo 1991 op.84 duration: ~13' 85. Соната № 2 для виолончели и фортепиано 1991 op.85 duration: ~20' 86. Симфония для сопрано и симфонического оркестра на стихи И.Бродского 1991 op.86 87. «Три фрески» для камерного оркестра 1992 op.87 (Orchestra: violini I −5 soli (pulti), violini II −4 soli (pulti), viole- 3 soli (pulti), violoncelli- 3 soli (pulti), contrabassi (желательно 2-3 c-bassi)) 88. «Туманная боль» вокальный цикл для сопрано (меццо-сопрано) и фортепиано на стихи О.Мандельштама 1992 op.88 duration: ~13-14' 89. «Плач и молитва» для симфонического оркестра 1992 op.89 (Orchestra: Fl.piccolo=III Gr.Fl, 2 Gr.Fl, 2 oboi, C.inglese, 2 Clarinetti in B, Cl.Basso in B, 2 fagotti, C-Fg.; 4 Corni in F, 2 Trombe in B, 3 Tromboni, Tuba; Timpani, Triangolo, Piatto sosp., Gr.Cassa, Tam-Tam, vibrafono, campane t.; arpa, piano; violini I (16), violini II (14), viole (10), v-celli (10), c-bassi (8)) duration:~22' 90. «Отзвуки» Концерт для симфонического оркестра 1992 op.90 (Orchestra: Fl.piccolo=III Gr.Fl, 2 Gr.Fl, 2 oboi, C.inglese, 2 Clarinetti in B, Cl.Basso in B, 2 fagotti, C-Fg.; 4 Corni in F, 3 Trombe in B, 3 Tromboni, Tuba; Timpani, Triangolo, Piatto sosp., Wood-block, Gr.Cassa, Tam-Tam, vibrafono, campane t.; arpa; violini I, violini II, viole, v-celli, c-bassi) 91. «К Тебе обращаюсь, Г-ди…» (Psalm 25 Jewish /Western Christian =Psalm 24 Russian) для сопрано и инструментального ансамбля 1992 op.91 (Gr.Fl. =(Fl c-a in F), Ob. =(C.inglese); 4 Tromboni; 2 esecutori: Timpani, Tam-Tam, Campanelli, vibrafono, campane n., campane t.; piano, arpa; Soprano Solo) 92. Квинтет для деревянных духовых инструментов 1992 op.92 (Flute,Oboe,Clarinet, Basson and Horn) 93. «Размышление на горе Оливной» для камерного оркестра 1993 op.93 (Orchestra: Flauto =(fl c.-a. in G), Oboe, Clarinetto in B = (Cl.Basso in B), Fagotto; 2 esecutori: Timpani, Triangolo, Piatto sosp., claves, Blocco di legno, 3 Tom-toms, Tam-Tam, Flessatono,Vibrafono, Campane t., Campana naturale; arpa, piano; violino, viola, violoncello, C-basso) 94. «Зеленый квадрат» для скрипки, виолончели, фортепиано и камерного оркестра 1993 op.94 95. Концерт (литургический) для скрипки, виолончели и камерного оркестра 1993 op.95 (Orchestra: Gr.Flauto; 2 esecutori: Timpani, Triangolo, Piatto sosp., Flessatono, 3 Tom-toms, Tam-Tam; Vibrafone, Campane t.; piano; violini I −6 soli (pulti), violini II −5 soli (pulti), viole- 4 soli (pulti), violoncelli- 3 soli (pulti), contrabasso- 1 solo (pult)) 96. «Летняя музыка» (Камерная Симфония) для камерного оркестра 1993 op.96 (Orchestra: Triangolo; violini I — 6 soli, violini II — 5 soli, viole- 4 soli, Violoncelli- 3 soli, contrabasso) duration:~20' 97. «Dies irae» 39 вариаций для фортепиано 1993 op.97 duration:~20' 98. Соната № 10 для фортепиано 1993 op.98 duration:~16' 99. «Premonitious» вокальный цикл для меццо-сопрано, скрипки, фортепиано, кларнета и ударных инструментов на стихи А.Блока 1993 op.99 duration: ~17' (существует 2 редакции сочинения с/без ударных инструментов; вторая часть цикла может исполняться отдельно, как самостоятельное произведение, и в этом случае имеет название «Белой ночью») 100. «Осенняя музыка» для двух кларнетов Solo 1993 op.100 101. Симфония № 10 1994 op.101 (Orchestra: Fl.piccolo- (II Gr.Fl=Fl. c-a in F III Gr.Fl.=Fl.picc), 2 oboi, Corno inglese, 2 Clarinetti in B (2 Clarinetti in A), Cl.basso in B (=III Cl. in B), 2 fagotti, C.-Fg; 4 Corni in F, 3 Trombe in B, 3 Tromboni, Tuba; 5 esecutori: Timpani, Crotali, Triangolo, Piatto sosp., 3 Tom-toms, Cassa, Tam-Tam, flessatono, Campanelli, celesta, vibrafono, campane t., campane n. ; arpa, piano; violini I , violini II , viole, v-celli, c-bassi) duration:~37' 102. «Пресветлый светильниче» вокальный цикл для меццо-сопрано и фортепиано на стихи Г.Айги 1994 op.102 duration: ~22' 103. «Скорбная музыка» для скрипки и виолончели 1994 op.103 duration:~7' 104. Концерт № 2 для альта и симфонического оркестра 1994 op.104 (Orchestra: 2 Gr.Flauti (fl.II=Fl.c-a in C), 2 Oboe, 2 clarinetti in B (Cl II= Cl.basso in B), 2 fagotti; 2 Corni in F, 1 Tromba in B, 1 Trombone, tuba; 2 esecutori: Piatto sosp., maracas, 3 Bongos, 3 Tom-Toms, Gr.Cassa, Tam-Tam, vibrafono, marimba, campane t., 3 campane n.; piano; violini I , violini II , viole, v-celli, c-bassi) duration:~35' 105. «Скорбная музыка» для скрипки и фортепиано 1994 op.105 duration: ~10' 106. «Звоны» Концерт для оркестра русских народных инструментов 1995 op. 106 107. «Вальс» для оркестра русских народных инструментов 1995 op. 107 108. «Девочьи песни» вокальный цикл для народного голоса и оркестра русских народных инструментов (вторая редакция -для меццо-сопрано и камерного оркестра) на тексты русских народных песен 1995 op.108 duration: ~27' 109. Концерт для валторны и симфонического оркестра 1995 op. 109 110. «Тишина-Предупреждение» Концерт для хора a’capella на стихи Г.Айги 1995 op.110 duration: 39' 111. Соната № 2 для скрипки и фортепиано 1995 op.111 112. «К Ангелу Александрийской колонны» Партита для двух виолончелей Solo 1995 op.112 113. Концерт для контрабас-баллалайки с оркестром русских народных инструментов 1995 op.113 114. Two Psalms of David для сопрано, кларнета, скрипки и фортепиано 1996 op.114 duration: 14' (две редакции: на английском и русском языках) Psalm 19 Jewish /Western Christian =Psalm 18 Russian Psalm 25 Jewish /Western Christian =Psalm 24 Russian 115. «Potpourri» на русские темы для полного состава духового оркестра 1996 op.115 (Orchestra: Fl.pic., Gr.Fl. I (3), Gr.Fl. II (2), 1 Oboe, Clarinetti in B I (4), Cl-tti II (3), Cl-tti III (3), Saxofono-alti (Es) (2), Saxofono-tenore (B) (2), Saxofono-baritone (Es) (1); Corni in F (2), Trombe in B I (4), Trombe II (3), Trombe III (3), Tromboni (3); 3 esecutori: Timpani, Piatto sosp., Triangolo, Wood-block, Tamburino, Cow-bell, Tambur.picc., Tom-toms, Gr.Cassa, Tam-Tam, Campanelli, silofono, vibrafono; jazz-batteria; baritone in B (1), Tube (3)) duration:~14' 116. Квартет № 2 для двух скрипок, альта и виолончели 1996 op.116 duration: ~21' 117. «Музыка об ушедшем» для струнного оркестра 1996 op.117 118. «Голошение» для Oboe Solo 1996 op.118 119. «Гармонии тишины» для флейты, скрипки и фортепиано 1996 op.119 duration:~5' 120. «Наигрыши деревенской улицы» для скрипки и оркестра русских народных инструментов 1997 op.120 121. Камерная Симфония для камерного оркестра (для 18 исполнителей) 1997 op.121 (Orchestra: 1 Gr.Flauto (=Fl.picc., Fl c-a in G), 1 oboe (=Corno inglese), 1 clarinetto in B (=Cl-tto basso in B), 1 Fg-tto (=C-Fg-tto); 1 corno in F, 1 tromba in B, 1 Trombone; 2 esecutori: Crotali, 3 triangoli, 3 Piatti sosp., Cow-bell, Wood-block, temple-blocks, 3 tom-toms, Gr.Cassa, tam-tam, flessatono, Campanelli, Vibrafono, Campane tub., Campana natur.; arpa, celesta, piano; 2 violini I, 1 violino II, 1 viola, 1 v-cello, 1 c-basso) duration:~30' 122. «Роспевы» для Alto-Saxophone, фортепиано и ударных инструментов (4 исполнителя) 1997 op.122 duration:~12' (4 esecutori: 2 Crotales, 3 Triangle, Cymbals, Wood Blocks, 3 Bongo Drums, 3 Tom-Toms, Bass Drum, 2 Tam-Tams(grand, media), Chimes, Vibraphone, Bells) 123. Симфония № 11 1998 op.123 (Orchestra: 3 Gr.Fl (III Gr.Fl=Fl.picc) (II Gr.Fl=Fl c-a in F), 2 oboi, Corno inglese in F, 2 Clarinetti in B, Cl.basso in B, 2 fagotti, C.-Fg; 4 Corni in F, 3 Trombe in B, 3 Tromboni, Tuba; 6 esecutori: Timpani, 3 Crotali, 3 Triangoli, Piatto sosp., 3 Temple bloc., 3 Bongos, 3 Tom-toms, 2 Cow-bells, flexatono, tamburine picc., Gong, Gr.Cassa, 2 Tam-Tams (Medio, grande), Campanelli, celesta, tubofono, vibrafono, campane t., 2 campane n. ; arpa, piano; sintezator; violini I , violini II , viole, v-celli, c-bassi) 124. Соната № 3 для скрипки и фортепиано 1998 op.124 125. Трио № 3 для фортепиано, скрипки и виолончели 1998 op.125 duration: ~23' 126. «Музыка памяти Альфреда Шнитке» для инструментального ансамбля (для 13 исполнителей) 1998 op.126 (Orchestra: Gr.Flauto =(fl. picc.), Oboe, Clarinetto in B = (Cl.Basso in B), Fagotto; 1 esecutore: Crotali, 2 Triangoli, 3 Tom-toms, Tam-Tam, Vibrafono, Campane tub.; piano; violini I (2), violini II (1), viola (1), violoncello (1), C-basso (1)) duration:~10' 127. Трио для кларнета, виолончели и фортепиано 1998 op.127 duration: ~18' 128. «Знаки» Соната для кларнета и фортепиано 1999 op.128 duration:~17' 129. «I’m applaying to you…» для органа Solo 1999 op.129 duration: ~15' (Psalm 25 Jewish /Western Christian =Psalm 24 Russian) 130. «Музыка ABR» для симфонического оркестра 1999 op.130 (Orchestra: 1 Flauta, 2 oboi, 2 fagotti ; 2 Corni in F; cembalo; violini I , violini II , viole, v-celli, c-bassi) 131. «Эхо» для инструментального ансамбля (для 13 исполнителей) 1999 op.131 (Orchestra: Flauta, Oboe, Clarinetto in B, Fagotto; Corno in F, Tromba in B, Trombone; 1 esecutore: [Timpani], 2 Triangoli, Piatto sosp., 3 Tom-toms, Tam-Tam, Vibrafono; piano; violino, viola, violoncello , C-basso) duration:~9' 132. «Appeal…» для Alto-Saxophone и струнного оркестра 1999 op.132 (saxofono-alto in Es; violini I , violini II , viole , V-celli, c-bassi)133. «Ранняя музыка…» для двух фортепиано 1999 op.133 duration: 11' 133. Квартет № 3 для двух скрипок, альта и виолончели 1999 op.134 134. «About time» Концерт для Кларнета и симфонического оркестра 1999 op.135 -A (Orchestra:1 Flauto, 1 oboe-C.inglese; 1 fagotto; 1 Tromba in B,1 Trombone; 1 esecutore: 2 Piatti sospesi (s, t), 3 tom-toms, cow-bell, Tam-Tam, Campanelli, Flessatono, vibrafono, Campane tubolari; piano; Clarinetto in B solo; violini I −3 soli (3 pulti), violini II- 2 soli (2 pulti), viole- 2 soli (2 pulti), violoncelli- 2 soli (2 pulti), contrabassi- 2 soli (1 pult)) 135. «Звуки ночного города» для кларнета Solo 1999 op.135-B duration: 8' 136. Соната № 2 для альта Solo 1999 op.136 duration: ~16' 137. Соната № 2 для альта и фортепиано 2000 op.137 138. «Symbols» Концерт № 3 для фортепиано и камерного оркестра 2000 op.138 (Orchestra:1 Flute, 1 Clarinet in B; 1 Fagot; 1 esecutor: 2 Triangles, 2 Cow-bells, 2 Suspended cymbals, 3 Bongos, Bass drums,Tam-Tam, Vibraphone, Bells; violins I , violins II, violas, violoncellos, Double-basses) duration:~25' 139. «Высказывание» для флейты, вибрафона, контрабаса 2000 op.139 duration:~10' 140. «Из тишины…» для скрипки, альта и виолончели 2000 op.140 duration: 13' (performing attacca in 5 parts: 1 prelude 2 fugue 3 rhythmes 4 postlude 5 enlightenment) 141. «Из покоя и тишины…» Концерт № 3 для флейты и симфонического оркестра 2000 op.141 (Orchestra: 2 oboes; 2 clarinetes in B, 2 Bassoons; 3 French horns in F, trumpet in B, Trombone, tuba; 2 esecutori: 3 triangles, Wood-block, Cymbals sosp., 3 tom-toms, temple-block, cow-bells, Bass drum, tam-tam; vibraphone, bells; piano; violins I 4 pulti, violins II- 3 pulti, violas- 2 pulti, violoncellos- 2 pulti, contrabasses- 1 pult) duration:~23' 142. Psalm # 25 Jewish (Hebrew) 2000 op.142 для сопрано, флейты, гобоя, ударных (2 исполнителя) и фортепиано duration: 5' 143. «Sounds and Harmonies» для альта и фортепиано 2001 op.143 144. Концерт № 2 для виолончели и камерного оркестра 2001 op.144 duration:20' (Orchestra: flauta, oboe=(C.inglese),Clarinet in B=(Cl.basso in B), Fagotto; Corno in F, Tromba in B, Trombone, Tuba; 2 esecutores: 3 Crotali, 3 triangoli, Campanella naturale, Piatto sosp., Flesatono, 3 Cow-bells, 3 bongos, 3 Tom-toms, Cr.Cassa,Tam-Tam, Campanelli, Vibrafono, Campane tub., Brake drum=(campana Russo); piano; cello solo; violin I 2 Soli, violin II 1 Solo, viola 1 Solo, v-cello 1 Solo, c-basso 1 Solo) 145. «Наваждение» для флейты и баяна 2001 op.145 146. «Belling way» для симфонического оркестра 2002 op.146 (Orchestra: 2 Flauti, 2 oboi, 2 Clarinetti in B (Cl II=Cl.basso in B), Saxofono-alto in es, 2 fagotti (Fg II=C-Fg); 2 Corni in F, 2 Trombe in B, Trombone, Tuba; 3 esecutore: 3 Crotali, 3 triangoli, 3 Piatti sosp.,maracas, 3 Bongos, Temple blocks, 3 Tom-toms, Gr.Cassa, 2 Gonghi, Tam-Tam, Campanelli, vibrafono, campane tub., campane natur.; arpa, piano; violini I , violini II , viole, v-celli, c-bassi) 147. «Вечерняя музыка» для скрипки и гитары Solo и камерного оркестра 2002 op.147 (Orchestra: 1 flauto(=fl c.-a. in F), 1 Oboe, 2 Clarinetti in B (cl II=Cl.Basso in B), 1 Fagotto; 2 corni in F; 1 esecutore: Triangolo, 2 Piatti sospesi, 2 Bongos, 3 Tom-toms, Gr.Cassa, Tam-Tam, Vibrafono, Campane tub.; piano; Violino solo, Chitarra solo; violin I 3 Soli, violin II 3 Solo, viole 2 Soli, v-cello 2 Soli, c-basso 1 Solo) 148. Квартет № 4 для двух скрипок, альта и виолончели 2002 op.148 149. «Звоны и напевы» для фортепиано 2002 op.149 duration:~8-10' 150. Квартет № 5 для двух скрипок, альта и виолончели 2002 op.150 151. «Passacaglia» для скрипки, альта, виолончели и органа 2002 op.151 Сочинения без опуса 1. Прелюдия No.VIII Дм. Шостакович-В.Бибик (Orchestra: Fl., Ob., Cl. (A), Fg., Corno, Tr-ba, Tr-bon; piano; v-n, v-la, v-c, c-b) 2. «The strain» Трио для кларнета in B, тромбона и виолончели 3. Toccatta для фортепиано 4. «Recitativo» для альта Solo |